# باي ليديز

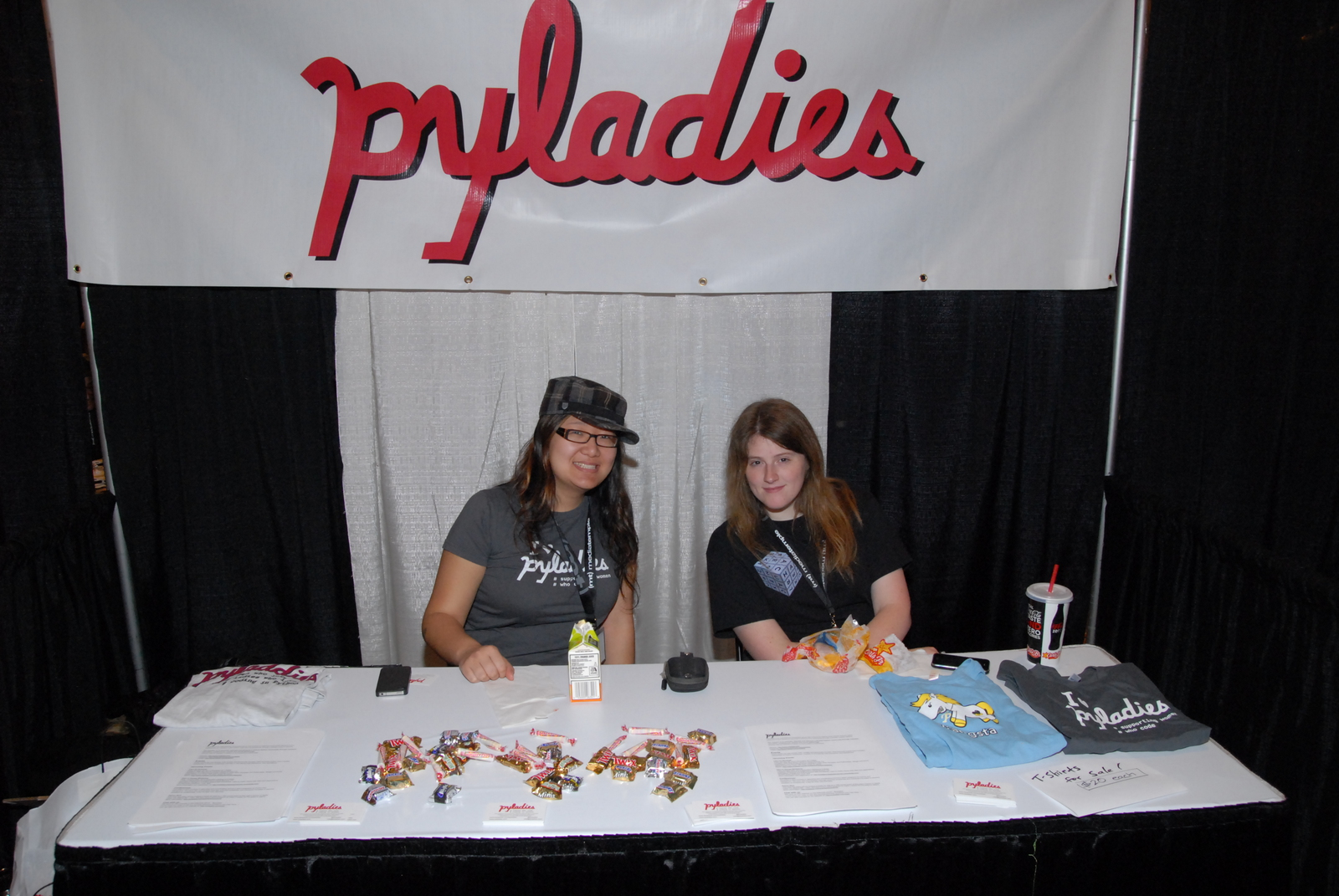

باي ليديز (بالإنجليزية: PyLadies)‏ هي مجموعة إرشادية دولية تركز على مساعدة المزيد من النساء حتى تصبحن مشاركات نشطات في مجتمع بايثون لبرمجيات المصدر المفتوح. تتمثل مهمة المجموعة في خلق مجتمع بايثون متنوع من خلال التوعية، والتعليم، والمؤتمرات، واللقاءات. كما توفر المجموعة تمويلاً للنساء لتمكينهن من حضور المؤتمرات حول المصدر المفتوح. انشأت المنظمة في أبريل 2011 في لوس انجلوس بواسطة سبع نساء وهن: أودري روي غرينفيلد، وكريستين تشيونغ، واستير نام، وجيسيكا ستانتون، وكاثرين جارمول، وساندي سترونج، وصوفيا فيكلوند.
تهدف منظمة باي ليديز إلى زيادة مشاركة النساء في مجال الحوسبة. بإنشاء فرع واشنطن دي سي في أغسطس 2011، أصبحت باي ليديز منظمة متعددة الفروع. يوجد اليوم 40 فرعًا للمنظمة في جميع أنحاء العالم.

## الفعاليات
أقامت باي ليديز فعاليات توعوية للمستخدمات المبتدئات وذوات الخبرة على حد سواء. بالإضافة إلى الهاكاثونات، وليالي النساء، وورش العمل لمحبي البايثون.

## الأنشطة
تدير باي ليديز قائمة بريدية لمناقشة القضايا المتعلقة بالفجوة بين الجنسين في مجتمع التكنولوجيا والبرمجة بلغة بايثون.

## وصلات خارجية
- الموقع الرسمي لمنظمة باي ليديز.